# Dipartimento di Canelones
Il dipartimento di Canelones è uno dei 19 dipartimenti dell'Uruguay. E situato al sud del paese ed è uno dei dipartimenti più popolosi.

## Centri principali
| Città                        | Popolazione |
| ---------------------------- | ----------- |
| Aguas Corrientes             | 1.095       |
| Atlántida                    | 4.580       |
| Barra de Carrasco            | 4.747       |
| Barros Blancos               | 50.000      |
| Camino del Andaluz y Ruta 84 | 7.145       |
| Canelones                    | 19.631      |
| Cerrillos                    | 2.080       |
| Ciudad de la Costa           | 83.888      |
| Colonia Nicolich             | 8.811       |
| Empalme Olmos                | 3.978       |
| Estación Atlántida           | 2.358       |
| Estación La Floresta         | 1.222       |
| Joaquín Suárez               | 6.124       |
| Juanicó                      | 1.256       |
| La Floresta                  | 1.109       |
| La Paz                       | 19.832      |
| Las Piedras                  | 69.222      |
| Las Toscas                   | 2.222       |
| Marindia                     | 2.586       |
| Migues                       | 2.180       |
| Montes                       | 1.713       |
| Neptunia                     | 3.554       |
| Pando                        | 24.004      |
| Parque del Plata             | 5.900       |
| Paso Carrasco                | 15.028      |
| Pinamar - Pinepark           | 3.608       |
| Progreso                     | 15.775      |
| Ruta 74                      | 1.414       |
| Salinas                      | 6.574       |
| San Antonio                  | 1.434       |
| San Bautista                 | 1.880       |
| San Jacinto                  | 3.909       |
| San Luis                     | 1.224       |
| San Ramón                    | 6.992       |
| Santa Lucía                  | 16.475      |
| Santa Rosa                   | 3.660       |
| Sauce                        | 5.797       |
| Dr. Francisco Soca           | 1.742       |
| Tala                         | 4.939       |
| Toledo                       | 4.028       |
| Villa Aeroparque             | 4.434       |
| Villa Crespo y San Andrés    | 8.756       |
| Villa Felicidad              | 1.238       |
| Villa San José               | 1.407       |